# Vers-sur-Méouge
 Vers-sur-Méouge  es una población y comuna francesa, en la región de Ródano-Alpes, departamento de Drôme, en el distrito de Nyons y cantón de Séderon.

## Demografía
| 70 | 58 | 51 | 28 | 38 | 52 |
| Para los censos de 1962 a 1999 la población legal corresponde a la población sin duplicidades (Fuente: INSEE [Consultar]) |    |    |    |    |    |